# 22 (Band)
22 war eine norwegische Band aus Trondheim.

## Geschichte
22 wurde im Jahr 2008 gegründet und besteht aus dem Gitarristen Magnus Bømark (* 26. November 1982), dem Bassisten Mats Paulsen (* 1. März 1983) und dem Schlagzeuger Andreas Kjøl Berg (* 17. Juni 1984). Derzeit ist die Band bei dem britischen Label Best Before Records unter Vertrag. Am 22. September 2010 veröffentlichte die Band ihre erste Single I Am That I Am, welche auf dem Album Flux enthalten ist. Im Herbst 2014 sollte laut Angaben der Band ein neues Album erscheinen. Am 14. Oktober 2014 gab die Band via Facebook bekannt, dass sie sich von Trollvik, ihren ehemaligen Sänger, getrennt habe. Daraufhin beschloss die Band das für 2014 geplante Album noch einmal zu überarbeiten. Mittlerweile ist Trollvik jedoch wieder fest im Line-Up der Band, die am 22. Februar 2017 ihr neues Album veröffentlichen wird. Im April 2020 verkündete die Band ihre Auflösung und veröffentlichte damit einhergehend ihre letzte Single 2020, die am 24. April 2020 erschien.

## Diskografie
- 2010: Flux (Album)
- 2010: I Am That I Am (Single)
- 2011: Plastik (EP)
- 2011: Kneel Estate (EP)
- 2017: You Are Creating: Limb 1 (Album)
- 2018: You Are Creating: Limb 2 (Album)
- 2020: 2020 (Single)